# Équipe de Suisse de football en 1918
Cet article présente l'année 1918 pour l'équipe de Suisse de football.

## Bilan
|           | Nombre de matchs | Victoires | Défaites | Matchs nuls | Buts marqués | Buts encaissés |
| Domicile  | 0                | 0         | 0        | 0           | 0            | 0              |
| Extérieur | 2                | 0         | 2        | 0           | 2            | 7              |
| Neutre    | 0                | 0         | 0        | 0           | 0            | 0              |
| Total     | 2                | 0         | 2        | 0           | 2            | 7              |

## Matchs et résultats
| Match amical                           | Autriche                                                                | 5 - 1   | Suisse     | Wiener Sport-Club-Platz, Vienne              |                                              |
| 9 mai 1918 · Historique des rencontres | Wilda 26e · Bauer 46e · Koželuh 80e · Peterli 82e (csc) · Studnicka 84e | (1 - 0) | 53e Keller | Spectateurs : 18 000 Arbitrage : Akos Fehery | Spectateurs : 18 000 Arbitrage : Akos Fehery |
| 9 mai 1918 · Historique des rencontres | Rapport                                                                 |         |            | Spectateurs : 18 000 Arbitrage : Akos Fehery | Spectateurs : 18 000 Arbitrage : Akos Fehery |

| Match amical                            | Hongrie                              | 2 - 1   | Suisse     | Stade Nándor Hidegkuti, Budapest                    |                                                     |
| 12 mai 1918 · Historique des rencontres | Schaffer 57e · Schlosser-Lakatos 77e | (0 - 0) | 51e Keller | Spectateurs : 17 000 Arbitrage : Heinrich Retschury | Spectateurs : 17 000 Arbitrage : Heinrich Retschury |
| 12 mai 1918 · Historique des rencontres | Rapport                              |         |            | Spectateurs : 17 000 Arbitrage : Heinrich Retschury | Spectateurs : 17 000 Arbitrage : Heinrich Retschury |